# Ela Gandhi

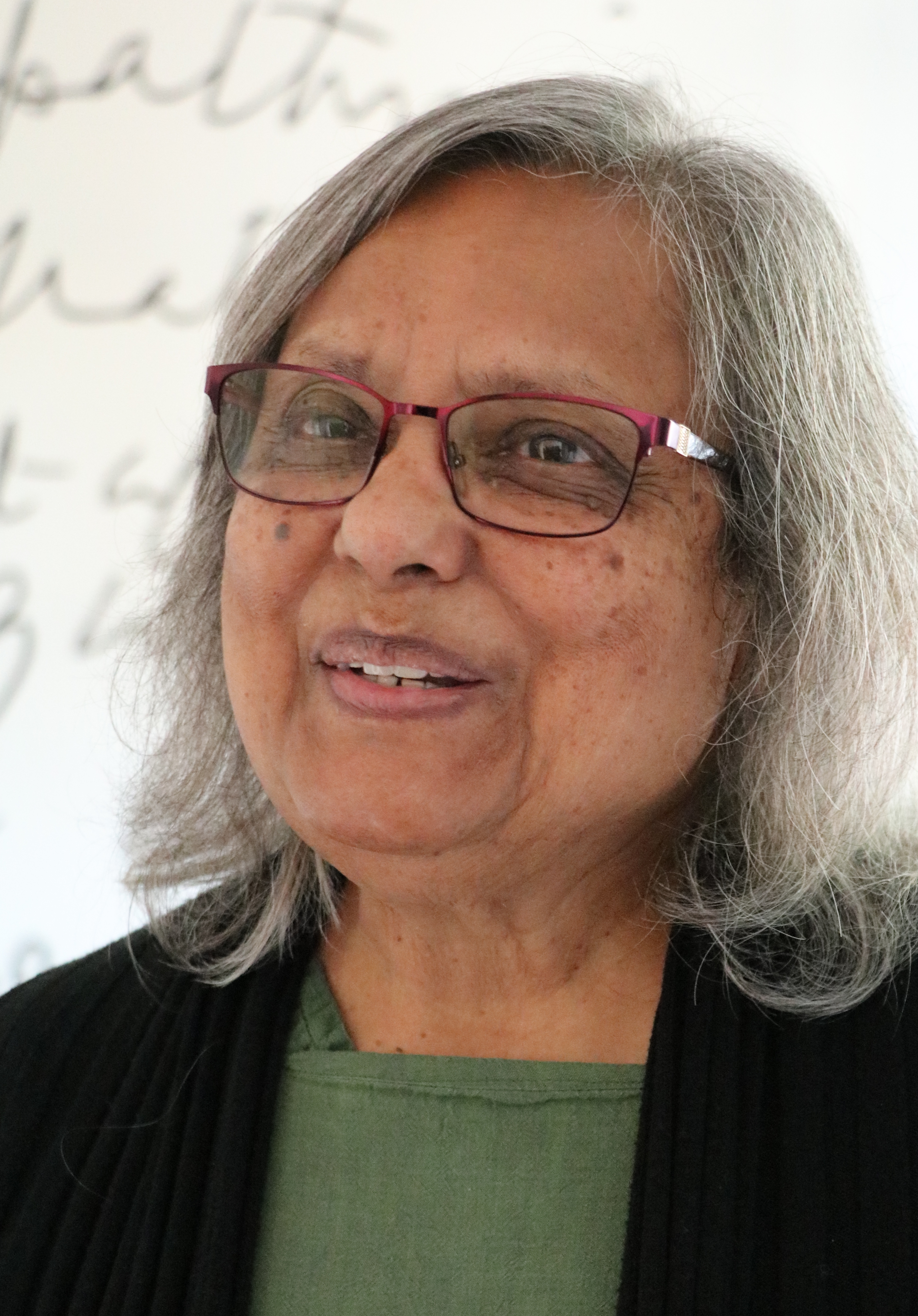
Ela Gandhi 2018

Ela Gandhi (* 1. Juli 1940 in der Phoenix-Siedlung bei Durban, Südafrika) ist eine Friedensaktivistin und war von 1994 bis 2004 Mitglied der Nationalversammlung in Südafrika. Sie ist Mitglied des African National Congress (ANC).

## Leben
Ela Gandhi wurde in Südafrika als Tochter von Manilal Gandhi geboren und wuchs in einem Ashram der Phoenix-Siedlung nahe Durban auf. Sie ist eine Enkelin von Mahatma Gandhi. 2007 wurde ihr von der indischen Regierung der Padma Bhushan verliehen.